# Raffaele Monaco La Valletta
Raffaele Monaco La Valletta (23 de fevereiro de 1827 — 14 de julho de 1896) foi um cardeal italiano, Penitenciário-mor, Arcipreste da Basílica de São João de Latrão e Decano do Colégio dos Cardeais.

## Biografia
La Valletta nasceu em L'Aquila, em família burguesa originária de Chieti. Terceiro dos cinco filhos de Domenico Monaco la Valetta e Maria Maddalena De Felici-Umani. O segundo sobrenome foi acrescentado por seu pai, descendente de um La Valletta que fora grão-mestre da Ordem Soberana e Militar de Malta.

### Educação
Quando tinha oito anos, foi enviado para estudar no Collegio del Salvatore em Nápoles, onde ficou por dois anos, porque com a morte inesperada de seu pai, a mãe, deixada sozinha com os cinco filhos, decidiu retornar ao palácio De Felice Umani, adjacente à igreja de SS. Trinità em Chieti com seus filhos; então, ele frequentou o Real Collegio Teatino em Chieti, onde permaneceu até os dezessete anos; então, ele estudou na escola e no Seminário de Áquila; mais tarde, no Collegio Romano, em Roma; na Pontifícia Universidade Gregoriana, onde obteve doutorado em filosofia e teologia; na Universidade La Sapienza, onde obteve um doutorado in utroque iure, tanto direito canônico quanto civil; e na Pontifícia Academia dos Nobres Eclesiásticos, a partir de 1846, onde estudou diplomacia.

### Sacerdócio
Foi ordenado padre em 22 de setembro de 1849, em Gaeta, pelo Papa Pio IX. Prelado referendário em 14 de dezembro de 1854. Prelado adjunto do Conselho Superior do Concílio Tridentino, 1857-1868. Protonotário apostólico supranumerário, 1858. Pró-assessor do Conselho Superior da Santa Inquisição Romana e Universal, 25 de janeiro de 1859; assessor, 20 de dezembro de 1859 a 1868. Cônego do capítulo da basílica patriarcal do Vaticano, 1859.

### Cardeal e bispo
Criado cardeal-presbítero no consistório de 13 de março de 1868, recebeu o barrete cardinalício e o título de Santa Cruz de Jerusalém em 16 de março. Participou do Concílio Vaticano I. Secretário de Petições e Memoriais, 2 de novembro de 1870. Abade comendatário de Ss. Benedict e Scholastica de Subiaco, 20 de março de 1873 até novembro de 1884. Foi bailio da Grã-Cruz de Honra e Devoção da Soberana Ordem Militar de Malta.
Eleito arcebispo-titular de Heraclea em 9 de janeiro de 1874, sendo consagrado em 12 de janeiro, na Sala do Consistório, no Vaticano, pelo Papa Pio IX, assistido por Frédéric-François-Xavier Ghislain de Merode, arcebispo-titular de Melitene, esmoler particular de Sua Santidade, e por Francesco Marinelli, bispo-titular de Porfireone, sacristão papal. Foi Vigário de Sua Santidade para a Cidade de Roma, a partir de 21 de dezembro de 1876. Prefeito da Sagrada Congregação da Residência dos Bispos de 21 de dezembro de 1876 a 15 de fevereiro de 1884. Participou do conclave de 1878, que elegeu o Papa Leão XIII.
Em 21 de dezembro de 1878, Cardeal La Valletta ordenou como padre Giacomo della Chiesa, futuro Papa Bento XV e, em 20 de dezembro de 1879, ordenou Ambrogio Damiano Achille Ratti, futuro Papa Pio XI.
Camerlengo do Sacro Colégio Cardinalício, de 27 de fevereiro de 1880 a 13 de maio de 1881. Foi nomeado Penitenciário-mor em 12 de fevereiro de 1884, cargo que exerceu até sua morte. Secretário da Sagrada Congregação da Inquisição romana e universal, de 15 de fevereiro de 1884 até sua morte. Passa para a ordem de cardeais-bispos e assume a sé suburbicária de Albano em 24 de março de 1884. É nomeado arcipreste da Basílica de São João de Latrão em 4 de março de 1885.
Administrador da diocese suburbicária de Frascati durante a doença do Cardeal Edward Henry Howard, a partir de 24 de março de 1888. Prefeito do Cerimonial do Conselho Superior, em 1º de março de 1889. Passa para a sé suburbicária de Óstia-Velletri em 24 de maio de 1889, quando se torna Decano do Colégio dos Cardeais. Grão-prior comendatário em Roma da Soberana Ordem Militar de São João de Jerusalém, a partir de 18 de junho de 1894.
Raffaele Monaco Cardeal La Valletta faleceu em 14 de julho de 1896, em Agerola. Foi velado na igreja de San Lazzaro de Agerola e enterrado na capela dos Frades Capuchinhos no cemitério Campo di Verano, em Roma. Em 21 de julho de 1896, um funeral solene foi celebrado na igreja de San Andrea della Valle, em Roma..

## Conclaves
- Conclave de 1878 - participou da eleição do Papa Leão XIII[2]